# Karl-Peter Wettstein
Karl-Peter Wettstein (* 29. April 1940 in Freiburg im Breisgau; † 16. März 2013 in Plankstadt) war ein deutscher Politiker (SPD) aus dem Rhein-Neckar-Kreis und gehörte von 1972 bis 2000 dem Landtag von Baden-Württemberg an.

## Leben und Beruf
Wettstein wuchs in Oftersheim auf, wo er auch die Grundschule besuchte, im Jahr 1956 zog er mit seiner Familie nach Plankstadt. Nach dem Abitur 1959 in Schwetzingen studierte Wettstein bis 1967 Wirtschaftswissenschaften, Politik, Geschichte, Germanistik und Sport an den Universitäten in Heidelberg und Bonn. Anschließend war er als Lehrer am Copernicus-Gymnasium in Philippsburg und in den Jahren 1972 bis 2004 am Gymnasium in Hockenheim tätig. Daneben übte er in Mannheim Lehraufträge an der Fachhochschule des Bundes für öffentliche Verwaltung und an der Berufsakademie aus. Seit 2006 betrieb er eine Unternehmensberatung. Nach kurzer schwerer Krankheit verstarb Wettstein im Frühjahr 2013. Er hinterließ eine Frau, zwei Kinder und vier Enkel.

## Politik
Im Jahr 1960 war Wettstein einer der Mitbegründer des Sozialdemokratischen Hochschulbunds (SHB) und 1963/64 Bundesvorsitzender. 1962 wurde er Mitglied der SPD, trat aber dem Ortsverein Heidelberg bei, da er befürchtete, dass es seinem Vater, der im seinerzeit von der CDU geprägten Plankstadt eine Metzgerei besaß, wirtschaftliche Nachteile bringen könnte, würde dieses vor Ort bekannt. Erst nachdem die Zeitungen von seiner Wahl zum SHB-Vorsitzenden berichtet hatten, wechselte er zum Ortsverein seiner Heimatgemeinde. 1968/69 war er Mitglied des Landesvorstands der Jusos. In den Jahren 1970 bis 1973 war er stellvertretender Vorsitzender der SPD Mannheim-Land, von 1973 bis 1979 im Landesvorstand der SPD Baden-Württemberg und von 1983 bis 1989 stellvertretender Vorsitzender der SPD Rhein-Neckar. Bereits 1972 war Wettstein in den Landtag von Baden-Württemberg gewählt worden. Er gehörte ihm über ein Zweitmandat im Wahlkreis Schwetzingen bis zum 3. Januar 2000 fast sieben Legislaturperioden an, ehe Rosa Grünstein ihm nachfolgte. Wettstein war im Landtag zunächst bildungspolitischer und später wirtschaftspolitischer Sprecher der SPD-Fraktion. Von 1976 bis 1984 gehörte er dem Präsidium des Landtages an, von 1994 bis 1996 war er stellvertretender Vorsitzender des Wirtschaftsausschusses.